# شهرداری آباده
شهرداری آباده (اداره و سازمان دولتی) در استان فارس، شهرستان آباده - میدان معلم - ساختمان شهرداری آباده مقعیت دارد.
آباده شمالی‌ترین شهر استان فارس است که هنر منبت آن در نظرات و امتناع از تقلید و به کار بردن ابتکار و فکر در طرح، نقش و فنون تولید کاملاً منحصر به آباده است. منبت کاری آباده و آثار شایسته اساتید به نام گذشته و امروز آن، جایگاه ویژه ای در منبت سنتی ایران داشته و حتی زینت بخش بسیاری از موزه‌های دنیا است.. طرح و نقش منبت آباده، اغلب شامل نقوش ریزگیاهی گل و بوته ساده و بومی مثل گل نرگس و خط نوشته از دیگر نقوش مورد استفاده منبت کاران خوش ذوق آباده است. شیوه کنده کاری روی گل نرگس گل مینا، سه برگی، برگ بیدی و … است. نقوش حیوانی، تصاویر انسانی، کتیبه و خط نوشته از دیگر نقوش مورد استفاده منبت کاران خوش ذوق آباده است. شیوه کنده کاری روی چوب در منبت آباده، به شیوه مقعر (با برجستگی ملایم و کم) در عناصر گل و برگ‌های پیچان بسیار روان و هماهنگ است. ابزار اصلی مورد استفاده در منبت کاری سنتی آباده عبارت است از چاقو (مغار)های بسیار ساده که از فولاد آبدیده تهیه شده و نوک آنها اصالتاً به صورت تخت بوده و همانند قلم خوشنویسی (گاهی با زاویه‌های گوناگون) ساب خورده و فرم می‌گیرند. تولیدات نهایی شامل مصنوعات چوبی منبت کاری شده شامل انواع ظروف (مانند قاشق شربت خوری، کاسه و بشقاب و …)، انواع جعبه با مصارف مختلف (مانند جعبه زیور آلات، قلمدان و…)، انواع قاب عکس و قاب آینه، تخته شطرنج و غیره است که با ابعاد گوناگون و عموماً از چوبهای گردو و گلابی و … ساخته می‌شوند.
مستندسازی و پرونده نگاری رشته منبت سنتی آباده از سال ۱۳۹۲ آغاز شد. پس از آن در سال ۱۳۹۳، دریافت اولین گواهینامه ثبت نشان جغرافیایی در صنایع دستی کشور و در سطح ملی برای "منبت آباده"، توسط شرکت تعاونی صنایع دستی هنرمندان مهبدهنر آباده صورت پذیرفت. در مرحله بعد، پرونده منبت آباده به دفتر سازمان جهانی مالکیتهای فکری (WIPO) در ژنو سوئیس ارسال شد تا در سال ۱۳۹۴ اولین گواهینامه بین‌المللی ثبت نشان جغرافیایی در رشته‌های صنایع دستی ایران نیز برای "منبت آباده" صادر گردد. نزدیک به پایان سال ۹۴، پرونده کاملی از منبت آباده راهی دفتر ثبت آثار سازمان میراث فرهنگی شد تا " فنون رشته منبت سنتی آباده" پس از دفاعیات لازم در جلسه مربوطه در سال ۱۳۹۵ در فهرست آثار میراث ناملموس کشور ثبت گردد. در همین سال پرونده بسیار پربار منبت آباده مقدمات نامزدی شهر آباده در شورای راهبردی روستاها و شهرهای ملی سازمان میراث فرهنگی را رقم زد و با قدری تأخیر، بالاخره در جلسه مورخ ۱۱/۴/۹۷ شهر آباده بعنوان شهر ملی منبت" به تایید و تصویب این شورا رسید. با ارسال پرونده منبت آباده به شورای جهانی صنایع دستی و بازدید ارزیابان این شورا از آباده، سرانجام در آذرماه نود وهفت بعد از بررسی‌های صورت گرفته شهر آباده عنوان "شهر شهر آباده عنوان شهر جهانی صنایع دستی را در رشته منبت سنتی از آن خود کرد. امید است کسب این دستاورد مهم بین‌المللی، راه را بر حفظ و توسعه این هنر اصیل ایرانی هموار سازد.

## اسامی شهرداران آباده[۳]
شهرداری آباده در روز جمعه مورخ سیزدهم سال هزار و سیصد و چهار با عنوان بلدیه آباده تأسیس گردید.
| شهرداران قبل از انقلاب |            |            |
| میرزا حسن‌خان سلطانی    | رئیس بلدیه | ۱۳۰۴       |
| میرزا خلیل فرزانه      |            |            |
| فتحعلی فانی            |            |            |
| جلال فرزانه            |            |            |
| قلی‌خان امامی           |            |            |
| فتحعلی فانی            |            |            |
| میر ممتاز              |            |            |
| غلام‌رضا اردلان         |            |            |
| محمدحسین سلطانی        |            |            |
| علی‌محمد وجدی           |            |            |
| جلال ظهیرامامی         | شهردار     | ۱۳۲۶       |
| جلال علائی             | سرپرست     | ۱۳۳۲       |
| جلال ظهیرامامی         | شهردار     | ۱۳۳۳       |
| وکیلی                  | سرپرست     | ۱۳۴۰       |
| حسین هیبت‌الهی          | شهردار     | ۱۳۴۰       |
| عباس داهی              | شهردار     | ۱۳۴۱/۴/۱۸  |
| سید جلال یدالهی        | سرپرست     | ۱۳۴۷/۱۲/۲۵ |
| محمدکاظم رضانیا        | شهردار     | ۱۳۴۸/۴/۱۰  |
| سید جلال یدالهی        | سرپرست     | ۱۳۵۳/۳/۱۶  |
| سید محمد ملکی          | شهردار     | ۱۳۵۳/۷/۱۰  |
| علی فرزادنیا           | شهردار     | ۱۳۵۵/۹/۲۹  |

| شهرداران بعد از انقلاب |                |            |
| مجید نیک‌کار            | شهردار         | ۱۳۵۸/۸/۳   |
| رحمت‌ا… خسروی           | سرپرست         | ۱۳۵۹/۳/۱۳  |
| علی‌اصغر عزیزخانی       | سرپرست         | ۱۳۵۹/۷/۱۶  |
| سهراب دانا             | شهردار         | ۱۳۶۱/۷/۱۲  |
| محمدرضا آیرون          | سرپرست         | ۱۳۶۴/۴/۱   |
| علی‌اصغر عزیزخانی       | سرپرست         | ۱۳۶۴/۷/۵   |
| پرویز محتاج            | شهردار         | ۱۳۶۴/۱۰/۵  |
| علی‌اصغر عزیزخانی       | شهردار         | ۱۳۶۵/۲/۱۱  |
| محمدرضا آیرون          | سرپرست         | ۱۳۷۲/۴/۲۰  |
| احمد تشکر              | سرپرست         | ۱۳۷۳/۲/۱۰  |
| اسماعیل صالحی          | شهردار         | ۱۳۷۳/۵/۱۱  |
| حسن لطفعلیان           | شهردار         | ۱۳۷۸/۳/۱   |
| علی‌رضا تصدیقی          | شهردار         | ۱۳۸۵/۷/۱۷  |
| محمدرضا میرزا          | سرپرست         | ۱۳۸۷/۲/۲۷  |
| مسعود زارعی            | شهردار         | ۱۳۸۷/۴/۱۹  |
| محمد نعمت‌الهی          | سرپرست         | ۱۳۸۹/۴/۱۶  |
| حیدر تصدیقی            | شهردار         | ۱۳۹۰/۴/۲۷  |
| سیدجمال تربتی          | سرپرست         | ۱۳۹۲/۶/۱۲  |
| مهدی رهنما             | شهردار         | ۱۳۹۲/۶/۲۶  |
| محمدهادی هاشم پور      | شهردار         | ۱۳۹۵/۶/۶   |
| غلامعباس زارع          | شهردار         | ۱۳۹۶/۷/۱۰  |
| نواب محمدپور           | سرپرست شهرداری | ۱۴۰۰/۵/۱۶  |
| هادی مقصودی            | شهردار         | ۱۴۰۰/۹/۱۲  |
| محمد نعمت الهی         | سرپرست شهرداری | ۱۴۰۰/۱۲/۱۵ |
| مهدی شاکر              | شهردار         | ۱۴۰۱/۴/۲۰  |